# Dīmītrīs Leōnī
Dīmītrīs Leōnī (in greco: Δημήτρης Λεωνή; Limisso, 13 gennaio 1977) è un ex calciatore cipriota, di ruolo portiere.

## Carriera

### Club
Ha giocato nella massima serie cipriota con varie squadre.

### Nazionale
Ha esordito con la nazionale cipriota nel 2000.